# Festival de Música del Pacífico Petronio Álvarez
El Festival de Música del Pacífico "Petronio Álvarez", o simplemente "El Petronio", es un festival dedicado a la música del folclor del Pacífico colombiano o relacionado directamente con él.  Se realiza en la ciudad de Santiago de Cali, Colombia en el mes de agosto.  Busca resaltar compositores, grupos musicales e investigadores de la música de origen afrocolombiano.  Lo organizan instituciones locales relacionadas con la cultura y lo promueve la Secretaría de Cultura y Turismo de la Alcaldía de Santiago de Cali.

## Historia
Inició el 9 de agosto de 1996 por una voluntad política del entonces gobernador del Valle del Cauca Germán Villegas Villegas, y por iniciativa del humanista y gestor cultural Germán Patiño Ossa, quien en aquel entonces ejercía su labor como gerente cultural del departamento.  Según su creador,  el surgimiento del festival obedece a dos razones fundamentales: A una iniciativa gubernamental que buscaba reivindicar a la ciudad de Cali con su historia, conservando la esencia de su fundación: "ser puente nexo entre el interior del país y el mar del sur", reconociendo la importancia de la población afrodescendiente en la conformación de una cultura  vallecaucana y restableciendo la relación de Cali con el litoral Pacífico, y es así como la capital del Valle del Cauca se convierte a través del evento, en un puente  visibilizador de las músicas provenientes de diferentes comunidades del Pacífico que para aquel entonces se encontraban en vía de extinción.  El nombre del festival es un acto simbólico que hace reconocimiento y homenaje   al músico Bonaverense Patricio Romano Petronio Álvarez Quintero (1914-1966), para aquella época un homenaje a autores vallecaucanos excluye al compositor a pesar de la importancia e incidencia de su obra; siendo este creador de algunas composiciones  muy sonadas y de gran acogida nacional e internacionalmente, es por ello que se determina que el nombre del festival rinda homenaje a "Petronio" y a todos aquellos músicos y compositores importantes e invisibilizados que han sido marginados por un racismo latente.  

Sus primeras versiones se llevaron a cabo en el Centro Cultural de Cali, desde donde fue llevado al Teatro al aire libre Los Cristales, pero una tutela le obligó a trasladarse en el año 2008 a la Plaza de toros Cañaveralejo hasta el año 2010. En el año 2011 se realizó en el Estadio Olímpico Pascual Guerrero y desde el año 2012 se realizó en la Unidad Deportiva Panamericana hasta el 2015, para ser realizado en la Unidad Deportiva Alberto Galindo; Este Festival de Música del Pacífico Petronio Álvarez se ha convertido con el paso del tiempo en uno de los eventos culturales más importantes en el departamento del Valle del Cauca, caracterizándose por exponer a grandes artistas de la región y generando así gran recordación en la mente de sus asistentes. Músicos, artesanos y espectadores de todas partes del país se reúnen para ser testigos y participantes de este gran acontecimiento que, año tras año, permite disfrutar de la cultura de la región.
En el 2020 y por primera vez en la historia, se realiza el evento de manera virtual debido a la pandemia de enfermedad por el COVID-19.

## Características
Entre sus modalidades están las de marimba, chirimía, libre, canción inédita, intérprete vocal, intérprete de marimba e intérprete de clarinete.  En la última versión se añadió la de violines, una práctica recién recuperada en el Departamento del Cauca, después de esto siguen los grupos musicales afro.